# ویل مک کورمک
ویلیام جوزف مک کورمک جونیور (زاده ۱۳ ژانویه ۱۹۷۴) بازیگر، تهیه‌کننده اجرایی، فیلم‌نامه‌نویس و کارگردان آمریکایی است. او بیشتر برای فیلم کوتاهش هر اتفاقی رخ دهد، دوستتان دارم شهرت دارد که جایزه اسکار بهترین پویانمایی کوتاه را برای او به ارمغان آورد.
مک کورمک همچنین به خاطر نوشتن فیلمنامه سلست و جس برای همیشه و داستان داستان اسباب‌بازی ۴ شناخته شده است، که اولی نامزدی جوایز ایندیپندنت اسپیریت برای بهترین فیلمنامه اول و جایزه بلک ریل برای فیلمنامه برجسته، اقتباسی یا اصلی را به همراه داشت. او در خانواده سوپرانو، برادران و خواهران، و در چشم ساده، و همچنین در فیلم های قانون شکنان آمریکایی، سوریها، و چین و چروک در زمان ظاهر شد.